# Andrei Murnin
Bản mẫu:Eastern Slavic name
Andrei Aleksandrovich Murnin (tiếng Nga: Андрей Александрович Мурнин; sinh ngày 11 tháng 5 năm 1985) là một cầu thủ bóng đá người Nga. Anh thi đấu cho F.K. Tambov.